# 乳突金腰
乳突金腰（学名：Chrysosplenium chinense）为虎耳草科金腰属下的一个种。

## 扩展阅读
- 維基物種上的相關：乳突金腰